# Estación de Vallcarca
Vallcarca es una estación de la línea 3 del Metro de Barcelona situada en la avenida de Vallcarca (anteriormente denominada del Hospital Militar) y en la avenida de la República Argentina, en el distrito de Gracia de Barcelona y se inauguró en 1985.
| << cabecera        | < estación | línea | estación > | cabecera >>   |
| ------------------ | ---------- | ----- | ---------- | ------------- |
| Metro              |            |       |            |               |
| Zona Universitària | Lesseps    |       | Penitents  | Trinitat Nova |

A finales de la década del 2010 empezó a adaptarse para movilidad reducida.
A fecha de 2022 se terminó de construir el último ascensor convirtiendo a Vallcarca en una estación adaptada a movilidad reducida.
- Datos: Q1813621
- Multimedia: Vallcarca metrostation / Q1813621